# 椎名みゆ
椎名 みゆ（しいな みゆ、1991年4月20日 - ）は、日本のAV女優。リジット所属。
趣味:ゲーム、もふもふ散歩。特技:料理。

## 略歴・人物
埼玉県出身。2012年にデビューしたロリ系AV女優。
2015年11月より事務所が変わることに伴い、咲良ひとみ名義に変更。
2016年3月頃に椎名みゆ名義に戻した。

## 出演作品

### アダルトDVD
2012年
- 黒髪少女のくちびる。 みゆ 149cm（8月1日、ミニマム）
- みゆちゃんとハゲおやじたち（8月7日、桃太郎映像出版）
- 高卒即撮り!上京即中出し! AVデビューにて中出し妊娠挑戦します（8月10日、FIRST STAR）※「小春奈子」名義
- 女子高生は在学中に国が決めた男性に種付けされて、出産するのが当たり前の国（8月23日、SODクリエイト）他出演:藤原ひとみ、吉井みな
- ママが傍に居るのにもかかわらず… 放課後の教室で先生に痴漢されてオマ○コを濡らしているロリ娘はそのままチ○コを入れられても拒めない（9月21日、グレイズ）他出演:中西琴音、橘みちる
- 人間観察ドキュメント Q&A 06（10月2日、プレステージ）他出演:紡木かよ、菜々瀬ゆい、立花樹里亜、さくら萌
- 本屋に参考書を買いに来た真面目でおとなしそうな女子高生に媚薬をたっぷり塗ったチ○ポで即ハメしたらアヘ顔で痙攣するほど感じてイキまくった（10月18日、SODクリエイト）他出演:松下ひかり、くるめまゆ、渚ナミ
- キミだけに語りかけ! ロリっ娘20人!オマ●コぴちゃぴちゃ指入れ自画撮りオナニー 4時間DX vol.03（12月21日、ロリ専科）他出演:平子知歌、水嶋あい、みなみ瀬奈、立花くるみ、森野ひなの、みづなれい、飯田あかり、片瀬沙里菜、中西琴音、葵なつ、双葉みか、宮地由梨香、友田彩也香、成嶋このみ、こずえまき、春宮ひなの、愛代さやか、高橋れな、桜井るる
- 美少女即ハメ白書 07（12月21日、ソクハメラボ）他出演:長澤結衣、市原さとみ、水城奈緒

2013年
- 〜部活帰りの女子校生が頬を染めて白目を剥くほど気持ちいい〜 カリスマスポーツマッサージおもらしアクメ（1月1日、V）他出演:初芽里奈、前田ちえ、鈴木鈴
- 「死んでも目が離せない! 上司の娘が誘惑してくるマンスジから 濡れ染みの一部始終を見てしまったら…貴方ならどうする?」 VOL.1（1月10日、DANDY）他出演:早乙女らぶ、栗山朋香、板野有紀
- エッチに無関心だった優等生の妹が生まれて初めてナマのセックスを目撃して激発情! もうシタくてタマらないのに自分からは誘えない!（1月24日、アイエナジー）他出演:松下ひかり、有村まゆか
- ショーパンヒロイン 神獣戦隊ビーストレンジャー ホワイトタイガー（1月25日、GIGA）共演:咲波そら
- ロリータいたずら淫語（2月7日、アイエナジー）共演:松下ひかり、有村まゆか
- ヲタク人形（2月13日、HERO）※「みゆ」名義
- （新）クリトリスの皮を剥いて豆いぢり（3月25日、アロマ企画）他出演:栗山朋香、瀧川花音、由良真央、鮎美セイラ、吉村杏菜
- 制服少女淫行 首都圏某所で女子○生と性行為をした（4月10日、ブリット）他出演:重盛ひと美、桜瀬奈、水守悠
- なぜお姉さんはディープキスだけじゃ満足できないのですか? オナニーしてクンニまでおねだりするなんて…（4月13日、アロマ企画）他出演:瀧川花音、吉村安奈、伊織しずく、相澤りさ
- 羞恥 男女混合 発育身体測定（5月9日、サディスティックヴィレッジ）共演:中谷美結、荻原くるみ、川崎ゆい、安達柚奈、荒木まい
- 女子校生15人オマ○コ指入れぴちゃぴちゃ自画撮りオナニー vol.11（5月20日、プリモ）他出演:葵野まりん、ありさ、南野ゆきな、大槻みそら、川仲ことみ、水谷さゆみ、香椎みなみ、吉川いと、藤美るか、成海華音 ほか
- ラブレズ ベロキス（7月7日、みるきぃぷりん♪）共演:舞咲みくに　他出演:麻宮玲、大桃りさ、梅咲ほの香、北川瞳、羽田桃子、愛代さやか、朝倉ことみ、穂積ゆうり、森川ななせ、このは、結月小春、有村千佳、青木美空、村西まりな
- 全国女子大生図鑑☆香川（7月25日、ビッグモーカル）※「みゆ」名義
- 羞恥! 下半身丸出し総合病院（8月8日、サディスティックヴィレッジ）他出演:鳴海すず、元山はるか、ほのかまゆ、滝川かのん、橘ひなた
- 実兄に恋をした淫妹が東京で露出する（9月6日、足立工務店）
- 何でも吸い込むパイパンま○こ!（10月13日、CREAM PIE）
- 幼妻拷問ECSTASY ［つぼみレベレーション］（11月19日、Baby Entertainment）

2014年
- 抜かずの14発中出し（1月24日、EROTICA）
- 痴漢代表戦 盛り上がるサポのアノ娘は、興奮しすぎてサックいらずの中出しジャパン!（2月20日、ブレスト）他出演:伊藤うらら、岩佐あゆみ、坂下えみり、小林るな
- 敏感な勃起乳首を舐めるレズ 4（3月19日、ゑびすさん）他出演:瀬希まなみ、飯田せいこ、牧野絵里、大桃りさ、百田まゆか、姫宮あかり、永山あん、宇佐見あかね、山田りりか
- 素人輪姦計画。 2 ゆとり世代のグループが自分の彼女を輪姦した一部始終を盗撮・そして発売。（3月21日、MAGIC）共演:日向小夏
- 女が選ぶヤリたい男体! 顔を隠してカラダで選ぶ 「私が濡れるフェチパーツはこれです!」（4月20日、ブレスト）他出演:伊藤うらら、岩佐あゆみ、坂下えみり、小林るな
- 150cm以下 ミニモミ風俗御殿! 肉食系チビ娘 8人ご奉仕祭り（4月20日、ブレスト）他出演:芹沢つむぎ、大原友美、小林るな、野口まりや ほか
- 近々結婚を控えている妹に日課のオナニーを偶然、見られてしまい動揺している僕に「お嫁さんに行く前しかできないから良かったら手伝ってあげるね♪」と優しい眼差しをされながらの変態テクでトコトン弄ばれて僕はビンビンに勃起してしまった件。（5月9日、NON）他出演:山手栞、あゆみ翼、愛須心亜、雨宮真貴、初美沙希
- 男の子っぽいSな女の子と女の子っぽいMな男の娘のイケナイ筆おろし。（5月9日、NON）共演:ゆきのあかり
- ずっと好きだったアイツの女を欲望のまま寝取った俺（6月5日、AKNR）他出演:本田莉子、阿部乃みく、茅ヶ崎りおん
- 妄想 恥じらいパンチラ 2（6月13日、アロマ企画）他出演:川越ゆい、安達まどか、篠宮ゆり、阿部乃みく、前川りく
- 噂の貧乳美女の胸チラを指摘して、赤面させてヤる（6月13日、S級素人）他出演:大森玲菜、星川麻紀、ほのかまゆ、高槻ルナ
- 酔い潰れた女に手を出したら声を押し殺して感じ始めた 2（6月19日、AKNR）他出演:南梨央奈、湊莉久、二宮ナナ
- 舐めツネる、そして引っ張るおっぱいレズ（6月19日、ゑびすさん）他出演:麻田サラ、柚翔子、優木りょう、美緒みくる、窪塚みいな、松下美雪 ほか
- 少女 拉致監禁拘束レイプ（9月6日、アイエナジー）
- 身長149cm 田舎C学生みゆたん はじめての尻穴セックス（9月12日、REAL）
- 尾行盗撮 自慰行為に耽る女達（9月19日、ゑびすさん）他出演:倉科もえ、阿部涼音、宮村恋、星月莉央
- RAT FIGHT 〜女子のくすぐりあい、パイ投げあい、乳首相撲〜（9月19日、ゑびすさん）共演:大桃りさ　他出演:青井いちご、水沢りの、原美織、木村つな、香椎りおん、新倉あゆみ、松下美雪、武藤つぐみ、吉川いと、天音遥香、倉木みお、中西琴音、宮瀬リコ、美緒みくる、窪塚みいな
- ボールギャグレズビアン 〜滴る唾液の宴〜（10月13日、アロマ企画）共演:夢実あくび、綾瀬ゆい
- 12時間飲み続けた女たちは、どうエロくなるのか?（11月1日、MOODYZ）共演:上原花恋、木内亜美菜、水嶋あい
- 全裸角オナニー 4（11月13日、アロマ企画）他出演:竹内かすみ、吉川いと、山口二菜、愛加あみ、湊ひかり、秋川美紀
- 少女の道草 過疎化した田舎の集落で行われる少女野外わいせつ記録（12月26日、I.B.WORKS） 他出演：小西まりえ、成海うるみ、篠宮ゆり、南梨央奈
- きのうから近所のおじさんに縛られています。（12月26日、宇宙企画）
- ラブアイブ!（12月26日、TMA）他出演:篠宮ゆり、小西まりえ、南梨央奈、愛須心亜、河西あみ、川村まや、乙葉ななせ、夏海いく

2015年
- 女子校生スクール中出し乱交 〜川辺で遊んだ夏の思い出〜（1月9日、TMA）共演:成海うるみ、南梨央奈、篠宮ゆり、小西まりえ
- 女子校生ディルドオナニー（1月23日、青空ソフト）他出演:愛須心亜、乙葉ななせ、河西あみ、川村まや、成海うるみ、夏海いく、篠宮ゆり、さとう愛理、小西まりえ、南梨央奈
- 全裸シェアハウス 2（2月5日、グローリークエスト）共演:川村まや、里咲しおり、有本紗世
- 女子校生スクール中出し乱交 〜放課後の教室で乱交した思い出〜（2月13日、TMA）共演: 愛須心亜、南梨央奈、篠宮ゆり、小西まりえ、河西あみ、夏海いく、乙葉ななせ
- 発情レズ接吻 ゆいとみゆの同棲生活（2月25日、アロマ企画）共演:綾瀬ゆい
- おじさん、お尻の穴にオチンチン入れないで（4月24日、宇宙企画）

### アダルトVR
- 初心な親友に男をイカセるテクニックをVR指導（2017年8月1日、アリーナエンターテインメント）共演：岩田麻衣 ※「VR-1グランプリ 2017」エントリー作品
- 長尺117分! 戦隊ヒロインがつかまってあんなことも! こんなことも! VR（2018年1月30日、ゴシップVR）他出演：鈴木理沙、森谷美穂、加藤ツバキ、杉浦花音、岩田麻衣

### イメージDVD
- ヒップハント 〜発育途中の幼い女の子〜（2014年10月26日、スパークビジョン）※「みゆ」名義